# Мулвей, Каллэн
Ка́ллэн Фрэ́нсис Мулве́й (англ. Callan Francis Mulvey; род. 23 февраля 1975, Окленд, Новая Зеландия) — австралийский актёр.

## Биография
Каллэн Мулвей родился 23 февраля 1975 года в Окленде, Новая Зеландия.
В 2003 году актёр попал в автокатастрофу. На скорости 100 км/ч он столкнулся с другой машиной и был зажат в своем автомобиле почти час. Большая часть его лица сильно пострадала. Во время операции ему имплантировали 17 титановых пластин в лицо и челюсть. Так же из-за аварии он частично потерял зрение.

## Карьера
Дебютировал на телевидении в 1997 году. Известность получил в 2008 году, снявшись в главной роли в полицейском телесериале «На грани».
В 2012 играл небольшую роль в фильме «Цель номер один», а через год снялся в фильме «300 спартанцев: Расцвет империи».
В 2014 получил одну из главных ролей в триллере «Убей меня трижды», а также второстепенную роль в фильме «Первый мститель: Другая война».
В 2016 сыграл роль суперзлодея Анатолия Князева в фильме «Бэтмен против Супермена: На заре справедливости». В этом же году выходит «Варкрафт», в котором Мулвей играл одного из воинов Альянса.

## Избранная фильмография
| Год       |   | Русское название                                | Оригинальное название               | Роль                          |
| --------- | - | ----------------------------------------------- | ----------------------------------- | ----------------------------- |
| 1997—1999 | с | Школа разбитых сердец                           | Heartbreak High                     | Дрэзик                        |
| 2006—2008 | с | Домой и в путь                                  | Home and Away                       | Джонни Купер                  |
| 2008—2011 | с | На грани                                        | Rush                                | сержант Брэндан «Джош» Джошуа |
| 2011      | ф | Охотник                                         | The Hunter                          | охотник-конкурент             |
| 2012      | ф | Цель номер один                                 | Zero Dark Thirty                    | Сейбр                         |
| 2013      | ф | 300 спартанцев: Расцвет империи                 | 300: Rise of an Empire              | Скиллиас                      |
| 2014      | ф | Первый мститель: Другая война                   | Captain America: The Winter Soldier | Джек Роллинс                  |
| 2014      | ф | Убей меня трижды                                | Kill Me Three Times                 | Джек Тейлор                   |
| 2016      | с | Власть в ночном городе                          | Power                               | Дин                           |
| 2016      | ф | Бэтмен против Супермена: На заре справедливости | Batman v Superman: Dawn of Justice  | Анатолий Князев               |
| 2016      | ф | Варкрафт                                        | Warcraft                            | Воин Альянса                  |
| 2017      | ф | Кровоточащая сталь                              | Bleeding Steel                      | Эндрю                         |
| 2018      | ф | Истерия                                         | Delirium                            | Алекс                         |
| 2018      | ф | Король вне закона                               | Outlaw King                         | Джон III Комин                |
| 2019      | ф | Мстители: Финал                                 | Avengers: Endgame                   | Джек Роллинс                  |
| 2019      | с | Слишком стар, чтобы умереть молодым             | Too Old to Die Young                | Кит Редфорд                   |
| 2020      | ф | Дети кукурузы                                   | Children of the Corn                | Роберт Уильямс                |
| 2020      | ф | Брешь                                           | Breach                              | Тик                           |
| 2022      | ф | Серый человек                                   | The Gray Man                        | Дайнинг Кар                   |

## Награды и номинации
| Год  | Награда      | Категория                             | Работа                | Результат |
| ---- | ------------ | ------------------------------------- | --------------------- | --------- |
| 1998 | Logie Awards | Most Popular New Talent               | Школа разбитых сердец | Номинация |
| 2008 | AFI Award    | Best Lead Actor in a Television Drama | На грани              | Номинация |
| 2009 | Logie Awards | Most Outstanding Actor                | На грани              | Номинация |
| 2011 | Logie Awards | Most Popular Actor                    | На грани              | Номинация |